# 孫寶書
孫寶書（?—?），江蘇省通州直隸州人，清朝政治人物、進士出身。
光緒二十九年（1903年），参加光緒癸卯科殿試，登進士二甲第45名。同年閏五月，以主事分部学习。